# 砂原 (越谷市)
砂原（すなはら）は、埼玉県越谷市の大字。郵便番号は343-0803。

## 地理
埼玉県の東部地域で、越谷市の西部に位置する。北部境界を元荒川が流れる。元荒川を渡るには、かつては〆切橋だけであったが、現在は大砂橋が架橋されている。地内は主に耕地整理された水田などの農地で、工場等が点在する。北部を通る県道沿いには纏まった集落がある。

## 歴史
かつては砂原村だった。
- 1889年（明治22年）4月1日 - 町村制施行により、南荻島村、小曽川村、野島村、砂原村、北後谷村、西新井村、長島村が合併し南埼玉郡荻島村の大字砂原となる。
- 1954年（昭和29年）11月3日 - 南埼玉郡越ヶ谷町、大沢町、新方村、桜井村、大袋村、出羽村、蒲生村、大相模村、増林村と合併し越谷町の大字となる。
- 1958年（昭和33年）11月3日 - 越谷町が市制施行し越谷市の大字となる。

## 世帯数と人口
2023年（令和5年）1月1日現在の世帯数と人口は以下の通りである。
| 大字 | 世帯数  | 人口  |
| ---- | ------- | ----- |
| 砂原 | 312世帯 | 661人 |

## 小・中学校の学区
市立小・中学校に通う場合、学区は以下の通りとなる。
| 番地 | 小学校             | 中学校           |
| ---- | ------------------ | ---------------- |
| 全域 | 越谷市立荻島小学校 | 越谷市立西中学校 |

## 交通

### 鉄道
地域内に鉄道は敷設されていない。最寄り駅は埼玉高速鉄道浦和美園駅となっている。

### 道路
- 埼玉県道48号越谷岩槻線

## 施設
- しらこばと運動公園（一部）
- 文教大学越谷キャンパス 第3運動場
- 久伊豆神社 (越谷市砂原)
- 越谷市第三学校給食センター
- 越谷市リサイクルプラザ
- 最終処理場公園